# Babice (gemeente)

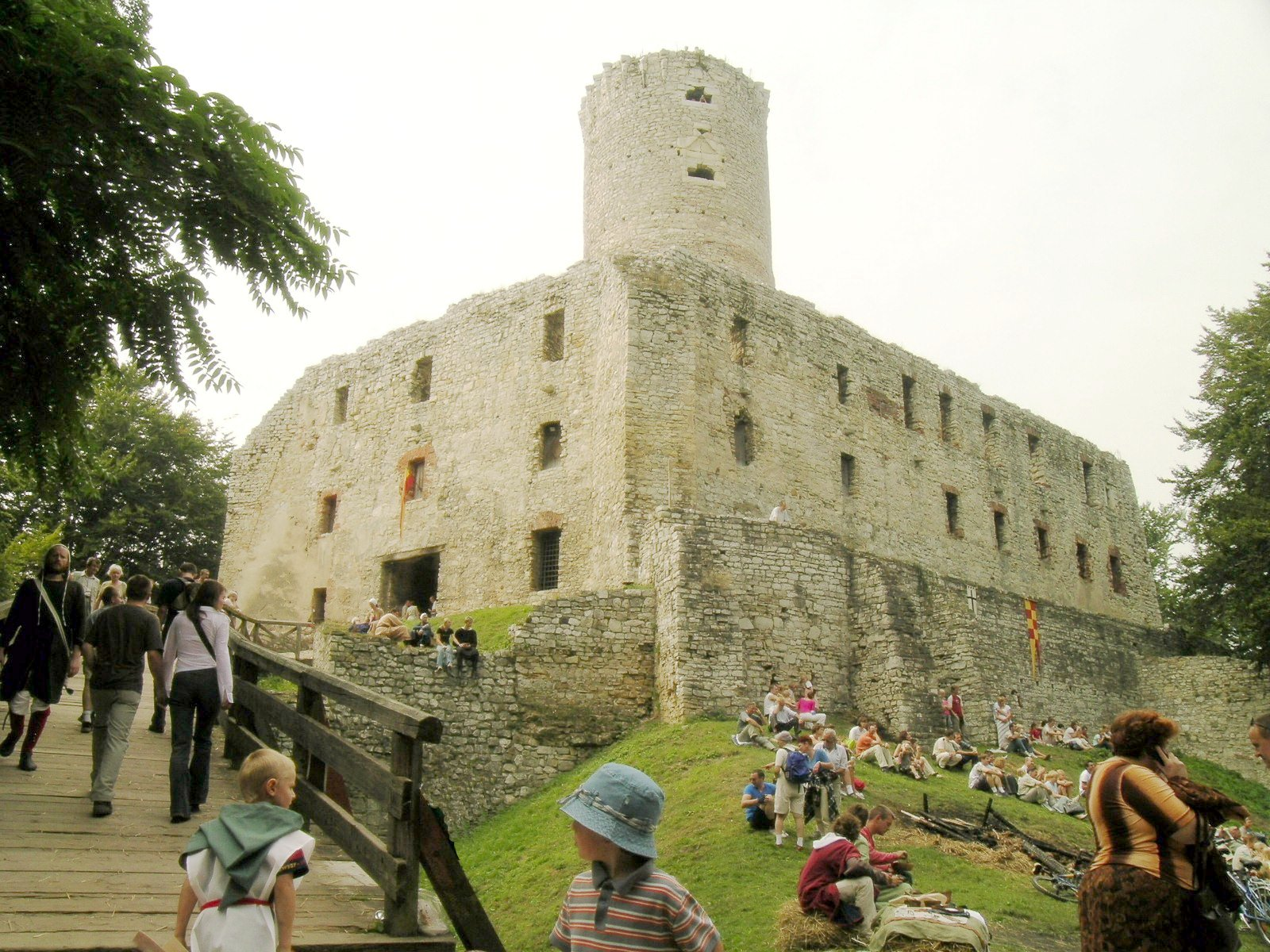
Ruïnes van kasteel Lipowiec

De gemeente Babice is een landgemeente in het Poolse woiwodschap Klein-Polen, in powiat Chrzanowski. De zetel van de gemeente is in dorp Babice. Op 30 juni 2004 telde de gemeente 8711 inwoners.

## Oppervlakte gegevens
In 2002 bedroeg de totale oppervlakte van gemeente Babice 54,47 km², waarvan:
- agrarisch gebied: 51%
- bossen: 39%

De gemeente beslaat 14,66% van de totale oppervlakte van de powiat.

## Demografie
Stand op 30 juni 2004:
| Omschrijving                   | Totaal | Totaal | Vrouwen | Vrouwen | Mannen | Mannen |
| ------------------------------ | ------ | ------ | ------- | ------- | ------ | ------ |
| eenheid                        | aantal | %      | aantal  | %       | aantal | %      |
| inwoners                       | 8711   | 100    | 4426    | 50,8    | 4285   | 49,2   |
| bevolkingsdichtheid (inw./km²) | 159,9  | 159,9  | 81,3    | 81,3    | 78,7   | 78,7   |

In 2002 bedroeg het gemiddelde inkomen per inwoner 1210,36 zł.

## Sołectwo
- Babice
  - Włosień
- Jankowice
- Mętków
- Olszyny
- Rozkochów
- Wygiełzów
- Zagórze

## Aangrenzende gemeenten
Alwernia, Chrzanów, Libiąż, Przeciszów, Zator,